# Polonia en los Juegos Paralímpicos de Pyeongchang 2018
Polonia estuvo representada en los Juegos Paralímpicos de Pyeongchang 2018 por siete deportistas, seis hombres y una mujer.

## Medallistas
El equipo paralímpico polaco obtuvo las siguientes medallas:
| Nombre        | Deporte      | Evento                            |
| ------------- | ------------ | --------------------------------- |
| Oro           |              |                                   |
| —             |              |                                   |
| Plata         |              |                                   |
| —             |              |                                   |
| Bronce        |              |                                   |
| Igor Sikorski | Esquí alpino | Eslalon gigante sentado masculino |